# Чихарь, Анна Михайловна
А́нна Ми́хайловна Чиха́рь (1923—2012) — российский врач-фтизиодерматолог, ведущий специалист в области диагностики и лечения туберкулёза кожи.

## Биография
Родилась 7 февраля 1923 года в Петрограде.
Во время Великой Отечественной войны, осенью и зимой 1941 года, находилась на оборонных работах.
В 1948 году А. М. Чихарь окончила Ленинградский санитарно-гигиенический медицинский институт.
С 1950 по 1991 год являлась сотрудником располагавшегося в посёлке Вырица (Гатчинский район) Ленинградского люпозория (кожнотуберкулёзной больницы № 9). Научным руководителем люпозория в 1950-х годах была академик АМН СССР Ольга Николаевна Подвысоцкая. Начав работать врачом-ординатором, А. М. Чихарь стала в дальнейшем заведующей отделением, а в 1972 году — главным врачом больницы.
После закрытия Ленинградского люпозория в 1991 году она в течение ещё 18 лет продолжала свою трудовую деятельность в Пушкинском противотуберкулёзном диспансере, где вплоть до 2007 года заведовала внелёгочным (фтизиодерматологическим) отделением, а последние два года работала врачом.
Сохраняя и развивая заложенную О. Н. Подвысоцкой школу фтизиодерматологии, успешно сочетая практическую деятельность с научными изысканиями, А. М. Чихарь приобрела высокий авторитет в среде фтизиатров и дерматологов. Итогом плодотворного сотрудничества А. М. Чихарь как практика с профессором Э. Н. Беллендиром как теоретиком стала научная работа «Изменения микроциркуляторного кровеносного русла при развитии локализованного туберкулёза кожи» (1979), которая раскрыла механизмы сосудистого патогенеза туберкулёзных поражений кожи. Предложенный авторами подход оказался чрезвычайно продуктивным и ознаменовал собой новый этап в понимании указанной патологии; его значение сохранило актуальность вплоть до настоящего времени.
А. М. Чихарь умерла 8 января 2012 года на 89-м году жизни в Петербурге. Похоронена на Северном кладбище.

## Награды
- Медаль Жукова
- Медаль «За оборону Ленинграда»
- Юбилейная медаль «Сорок лет Победы в Великой Отечественной войне 1941—1945 гг.»
- Юбилейная медаль «50 лет Победы в Великой Отечественной войне 1941—1945 гг.»
- Медаль «Ветеран труда»
- Значок «Отличнику здравоохранения» (СССР)

## Ссылка
- Памяти Анны Михайловны Чихарь // Туберкулёз и болезни легких. — 2012. — № 8. — С. 59.